# Itarema
Itarema este un oraș în statul Ceará (CE) din Brazilia.